# Superligaen 2001-2002
La Superligaen 2001-2002 è stata la 89ª edizione della massima serie del campionato di calcio danese e 12ª come Superligaen, disputata tra il 21 luglio 2001 e il 16 maggio 2002 e conclusa con la vittoria del Brøndby, al suo nono titolo.
La formula del torneo prevedeva che tutte le squadre si incontrassero tra di loro per tre volte.
I capocannonieri del torneo sono stati Peter Madsen del Brøndby e Kaspar Dalgas dell'Odense con 22 reti.

## Classifica finale
|    | Classifica   | G  | V  | N  | P  | GF | GS | DR  | Pti |
| -- | ------------ | -- | -- | -- | -- | -- | -- | --- | --- |
| 1  | Brøndby      | 33 | 20 | 9  | 4  | 74 | 28 | +46 | 69  |
| 2  | FC København | 33 | 20 | 9  | 4  | 62 | 25 | +37 | 69  |
| 3  | Midtjylland  | 33 | 16 | 9  | 8  | 47 | 27 | +20 | 57  |
| 4  | Aalborg      | 33 | 16 | 6  | 11 | 52 | 45 | +7  | 54  |
| 5  | AB           | 33 | 13 | 11 | 9  | 48 | 38 | +10 | 50  |
| 6  | Odense       | 33 | 13 | 10 | 10 | 56 | 51 | +5  | 49  |
| 7  | Esbjerg (*)  | 33 | 13 | 6  | 14 | 42 | 44 | -2  | 45  |
| 8  | Viborg FF    | 33 | 10 | 11 | 12 | 46 | 45 | +1  | 41  |
| 9  | Silkeborg IF | 33 | 8  | 8  | 17 | 41 | 50 | -9  | 32  |
| 10 | AGF          | 33 | 7  | 10 | 16 | 42 | 56 | -14 | 31  |
| 11 | Vejle (*)    | 33 | 6  | 10 | 17 | 38 | 72 | -34 | 28  |
| 12 | Lyngby       | 33 | 6  | 9  | 22 | 25 | 92 | -67 | 15  |

(*) Squadre neopromosse

## Verdetti
- Brøndby Campione di Danimarca 2001/02.
- Brøndby ammesso al secondo turno preliminare della UEFA Champions League 2002-2003.
- FC København, FC Midtjylland e Odense ammesse alla Coppa UEFA 2002-2003
- AB ammesso alla Coppa Intertoto 2002
- Vejle e Lyngby retrocesse.